# Mã Vĩ Minh
Mã Vĩ Minh (tiếng Trung giản thể: 马伟明, bính âm Hán ngữ: Mǎ Wěi Míng, sinh ngày 6 tháng 4 năm 1960, người Hán) là nhà khoa học về kỹ thuật điện và động lực hạm, tướng lĩnh quân đội, chính trị gia nước Cộng hòa Nhân dân Trung Hoa. Ông là Thiếu tướng Hải quân, Ủy viên Ủy ban Trung ương Đảng Cộng sản Trung Quốc khóa XIX, từng là Phó Chủ tịch Hiệp hội Khoa học và Kỹ thuật Trung Quốc. Ông là Ủy viên dự khuyết Ủy ban Trung ương Đảng khóa XVIII, khóa XIX, được bầu bổ sung là Ủy viên chính thức từ 2019.
Mã Vĩ Minh là đảng viên Đảng Cộng sản Trung Quốc, là Viện sĩ Viện Kỹ thuật Trung Quốc, Giáo sư, Tiến sĩ Kỹ thuật điện. Ông có sự nghiệp nghiên cứu khoa học, sáng chế và lãnh đạo các công trình, dự án chế tạo trang thiết bị kỹ thuật điện và động lực hàng hải phục vụ cho Quân Giải phóng Nhân dân Trung Quốc, nhất là Hải quân thời hiện đại, được xem như là "cha đẻ của công nghệ máy phóng điện từ của Trung Quốc".

## Xuất thân và giáo dục
Mã Vĩ Minh sinh ngày 6 tháng 4 năm 1960 tại huyện Dương Trung, nay là thành phố cấp huyện Dương Trung thuộc địa cấp thị Trấn Giang, tỉnh Giang Tô, Cộng hòa Nhân dân Trung Hoa. Ông lớn lên ở Dương Trung, tốt nghiệp Trung học cấp cao Dương Trung vào năm 1978 và thi đỗ Học viện Kỹ thuật Hải quân (nay là Đại học Kỹ thuật Hải quân), tới thủ phủ Vũ Hán để nhập học vào tháng 9, tốt nghiệp Cử nhân chuyên ngành Kỹ thuật điện vào năm 1982. Ông theo học cao học cũng tại trường này, nhận bằng Thạc sĩ Kỹ thuật điện hàng hải (chuyên về thuyền, thiết giáp hạm) vào năm 1987, được kết nạp Đảng Cộng sản Trung Quốc vào năm 1985, tại Trường Hải quân. Năm 1993, ông được cử tham gia thi và đỗ Đại học Thanh Hoa để nghiên cứu sau đại học tại Khoa Kỹ thuật điện khóa 51, được hướng dẫn bởi Giáo sư Trương Cái Phàm và trở thành Tiến sĩ Điện cơ vào năm 1996.

## Sự nghiệp

### Khoa học kỹ thuật điện
Năm 1987, sau khi nhận bằng thạc sĩ, Mã Vĩ Minh được Học viện Kỹ thuật Hải quân giữ lại trường làm giảng viên ở Khoa Kỹ thuật điện, đúng theo chuyên ngành của ông. Ở trường, ông lần lượt được phong chức danh phó giáo sư rồi giáo sư vào năm 1994, là trường hợp nhận học hàm giáo sư đặc biệt khi 34 tuổi và đang là thạc sĩ, chưa là tiến sĩ; là tiến sĩ sinh đạo sư, phụ trách hướng dẫn nghiên cứu sinh từ năm 1998, được cấp bằng kỹ thuật chuyên nghiệp hạng nhất. Đến năm 2001, ông được bầu làm Viện sĩ Viện Kỹ thuật Trung Quốc và là viện sĩ trẻ tuổi nhất của viện hàn lâm cấp bộ này.
Trong những năm giảng dạy, nghiên cứu khoa học, Mã Vĩ Minh tập trung vào kỹ thuật điện và động lực hàng hải, các lĩnh vực cụ thể về sản xuất điện năng tích hợp hệ thống điện độc lập, công nghệ áp dụng cho điện tử công suất, tuơng thích điện từ (electromagnetic compatibility), công nghệ phóng điện từ, kỹ thuật tiếp cận năng lượng mới ở Trung Quốc. Về nghiên cứu, ông phát triển hệ thống lý thuyết cơ bản về máy phát điện 12 pha, khắc phục các vấn đề kỹ thuật chưa được giải quyết trong và ngoài nước như cung cấp chỉnh lưu (AC–DC), dự đoán độ ổn định, triệt tiêu dao động tự nhiên, triệu tiêu nhiễu dẫn điện từ, chẩn đoán lỗi tổng hợp và bảo vệ ngắn mạch trong hệ thống. Tất cả những nghiên cứu về kỹ thuật điện của ông đều được áp dụng cho quốc phòng, nhiều nghiên cứu được chế tạo thành sáng chế được cấp bằng. Trên thực tế, Mã Vĩ Minh đã tham gia và lãnh đạo việc phát triển các công nghệ liên quan đến máy phóng điện từ được sử dụng trên tàu sân bay Phúc Kiến (Type 003), và sự phát triển của súng điện từ (railgun) trên tàu, đưa Trung Quốc trở thành nước thứ hai trên thế giới cùng Hoa Kỳ chế tạo được công nghệ này. Cùng với việc lãnh đạo các dự án phát triển máy phóng điện từ và động cơ điện từ trên tàu sân bay của Hải quân Trung Quốc, ông được mệnh danh là "cha đẻ của công nghệ máy phóng điện từ của Trung Quốc" (中国电磁弹射技术之父).

### Chính trường
Năm 1978, khi nhập học Học viện Kỹ thuật Hải quân, Mã Vĩ Minh cũng nhập ngũ Quân Giải phóng Nhân dân Trung Quốc, phân công về Hải quân. Ở Đại học Kỹ thuật Hải quân, ông đảm nhiệm các chức vụ là Sở trưởng Sở nghiên cứu Kỹ thuật điện tử công suất, Chủ nhiệm Văn phòng Thí nghiệm trọng điểm khoa học và công nghệ Quốc phòng về kỹ thuật điện lực tổng hợp tàu thủy. Ở đoàn thể xã hội, đơn vị sự nghiệp khác, ông giữ các chức vụ như Đồng sự Hiệp hội Đóng tàu Trung Quốc, Thành viên Tiểu tổ thẩm định khoa học của Quỹ Khoa học tự nhiên Quốc gia Trung Quốc, Thành viên Tiểu tố Đánh giá kỹ thuật điện của Ủy ban Học vị Quốc vụ viện. Năm 2002, ông được phong quân hàm Thiếu tướng Hải quân. Ông ứng cử và trúng cử là Đại biểu của Đại hội đại biểu Nhân dân toàn quốc khóa IX, XI, XII, XIII. Tháng 11 năm 2012, tại Đại hội Đảng Cộng sản Trung Quốc khóa XVIII, ông được bầu làm Ủy viên dự khuyết Ủy ban Trung ương Đảng Cộng sản Trung Quốc khóa XVIII nhiệm kỳ 2012–17, được bầu làm Phó Chủ tịch Hiệp hội Khoa học và Kỹ thuật Trung Quốc, một đoàn thể nhân dân đứng đầu về khoa học trong nhiệm kỳ này, từ ngày 3 tháng 6 năm 2016. Tháng 10 năm 2017, ông tiếp tục tham gia đại hội đại biểu toàn quốc, được bầu làm Ủy viên dự khuyết Ủy ban Trung ương Đảng Cộng sản Trung Quốc khóa XIX tại Đại hội Đảng Cộng sản Trung Quốc lần thứ 19. Tới kỳ họp thứ 14 của Ủy ban Trung ương vào ngày 31 tháng 10 năm 2019, Mã Vĩ Minh được bầu bổ sung làm Ủy viên chính thức.

## Công trình
Mã Vĩ Minh đã công bố nhiều công trình khoa học trong và ngoài nước, một số công trình nổi bật như:
- Mã Vĩ Minh; Lỗ Quân Dũng (2016). "电磁发射技术". Tạp chí Khoa học và Công nghệ Đại học Quốc phòng (06). Trường Đại học Công nghệ Quốc phòng Trung Quốc: 1–5.[liên kết hỏng]
- "电力电子在舰船电力系统中的典型应用". Tạp chí Công nghệ và Kỹ thuật Điện (05). Hội Công nghệ và Kỹ thuật Điện Trung Quốc. 2011. Bản gốc lưu trữ ngày 9 tháng 10 năm 2020. Truy cập ngày 9 tháng 7 năm 2022. {{Chú thích tập san học thuật}}: Đã bỏ qua tham số không rõ |authors= (trợ giúp)
- "新一代舰船动力平台综合电力系统". Tri trức Binh khí (03). Hội Vũ khí Trung Quốc: 17–20. 2011. {{Chú thích tập san học thuật}}: Đã bỏ qua tham số không rõ |authors= (trợ giúp)[liên kết hỏng]
- "风力发电变流器发展现状与展望". Khoa học Kỹ thuật Trung Quốc (01). Viện Kỹ thuật Trung Quốc. 2011. {{Chú thích tập san học thuật}}: Đã bỏ qua tham số không rõ |authors= (trợ giúp)[liên kết hỏng]
- "舰船动力发展的方向——综合电力系统". Tạp chí Đại học Kỹ thuật Hải quân (06). Đại học Kỹ thuật Hải quân Trung Quốc: 1–5. 2002. Bản gốc lưu trữ ngày 9 tháng 10 năm 2020. Truy cập ngày 9 tháng 7 năm 2022. {{Chú thích tập san học thuật}}: Đã bỏ qua tham số không rõ |authors= (trợ giúp)
- Mã Vĩ Minh (2002). "交直流电力集成技术". Khoa học Kỹ thuật Trung Quốc (12). Viện Kỹ thuật Trung Quốc: 53–59. Bản gốc lưu trữ ngày 9 tháng 10 năm 2020. Truy cập ngày 9 tháng 7 năm 2022.
- "用于电机试验的多通道高速数据采集系统设计". Kỹ thuật điện hàng hải (bằng tiếng Trung) (01). Viện nghiên cứu hàng hải Vũ Hán: 1–5. 2001. Bản gốc lưu trữ ngày 9 tháng 10 năm 2020. Truy cập ngày 9 tháng 7 năm 2022. {{Chú thích tập san học thuật}}: Đã bỏ qua tham số không rõ |authors= (trợ giúp)

## Giải thưởng
Trong sự nghiệp khoa học và lao động của mình, Mã Vĩ Minh đã được trao nhiều giải thưởng, trong đó có:
- Huân chương Lập công hạng Nhất, bởi Quốc vụ viện, 2002, 2011;[22]
- Huân chương Bát Nhất, bởi Quân ủy Trung ương Trung Quốc, 2017;[23]